# Pascal Oswald
Yves Pascal Oswald (* 11. Februar 1980 in Müstair) ist ein Schweizer Skeletonfahrer.
Pascal Oswald studierte an den Universitäten Zürich und St. Gallen Rechtswissenschaften. Seit 2002 ist er im Skeletonsport für den Verein BSC Gyrenbad aktiv und gehört seit 2003 zum Nationalkader der Schweiz. Oswald wird von Snorre Pedersen und Cédric Tamani trainiert. Oswald gehörte zu der Zeit, in der er mit Skeleton begann, zum Kader der Schweizer U23-Nationalmannschaft in der Leichtathletik, sein Verein ist hier das Adliswil Track Team, und war vor allem als Hochspringer und Zehnkämpfer erfolgreich. Er machte seine ersten Fahrversuche mit dem Skeletonschlitten im olympischen Eiskanal von Igls. Noch im selben Jahr debütierte er im Dezember 2002 bei einem Rennen des Skeleton-Europacups in Winterberg (25.) auf internationaler Ebene. Bei der Junioren-Weltmeisterschaft 2003 in Königssee belegte er den 16. Platz. 2003 verlagerte er seinen sportlichen Fokus von der Leichtathletik neu auf den Skeletonsport.
Im Januar 2004 debütierte Oswald in Lillehammer im Skeleton-Weltcup (31.). Bei Schweizer Meisterschaften gewann er seit seinem Debüt in deren höchsten Kategorie im Januar 2004 insgesamt zehn Medaillen, davon dreimal Gold (Titelhattrick 2010/2011/2012). Beim Rennen der Universiade 2005 in Igls wurde er Fünfter. Seine beste Rangierung bei Skeleton-Europameisterschaften ist Rang acht, wobei er diesen sowohl 2009 in St. Moritz als auch 2011 in Winterberg erreichte. Er nahm bisher lediglich an einer Weltmeisterschaft teil, 2011 in Königssee (20.). Sein bislang bestes Weltcup-Resultat erreichte er im Januar 2010 als Sechster in St. Moritz. Im Februar 2010 startete er an den Olympischen Winterspielen in Vancouver (16.).
Neben dem Skeleton betreibt Oswald auch weiterhin Leichtathletik. So war er im Jahr 2007 mit übersprungenen 2,15 m im Hochsprung der beste Schweizer. An den Leichtathletik Hallen-Schweizer-Meisterschaften im Februar 2008 im Athletikzentrum St. Gallen wurde er Schweizer Meister im Hochsprung mit einer Höhe von 2,14 m.